# Oleg Singatullin
Oleg Singatullin (ros. Олег Сингатуллин, ur. 25 kwietnia 1966) – radziecki lekkoatleta specjalizujący się w biegach płotkarskich i sprinterskich.
Największy sukces w karierze odniósł w 1985 r. w Chociebużu, zdobywając na mistrzostwach Europy juniorów złoty medal w biegu na 400 metrów przez płotki (uzyskany czas: 50,64). Wystąpił również w biegu sztafetowym 4 × 400 metrów, w którym reprezentanci Związku Radzieckiego zdobyli brązowy medal (uzyskany czas: 3:08,32).
W lekkoatletycznych mistrzostwach Związku Radzieckiego zdobył dwa medale w sztafecie 4 × 400 m – złoty (1987) oraz srebrny (1989).
Rekord życiowy w biegu na 400 m ppł – 50,23 (27 maja 1989, Soczi).